# Georg Bodenschatz

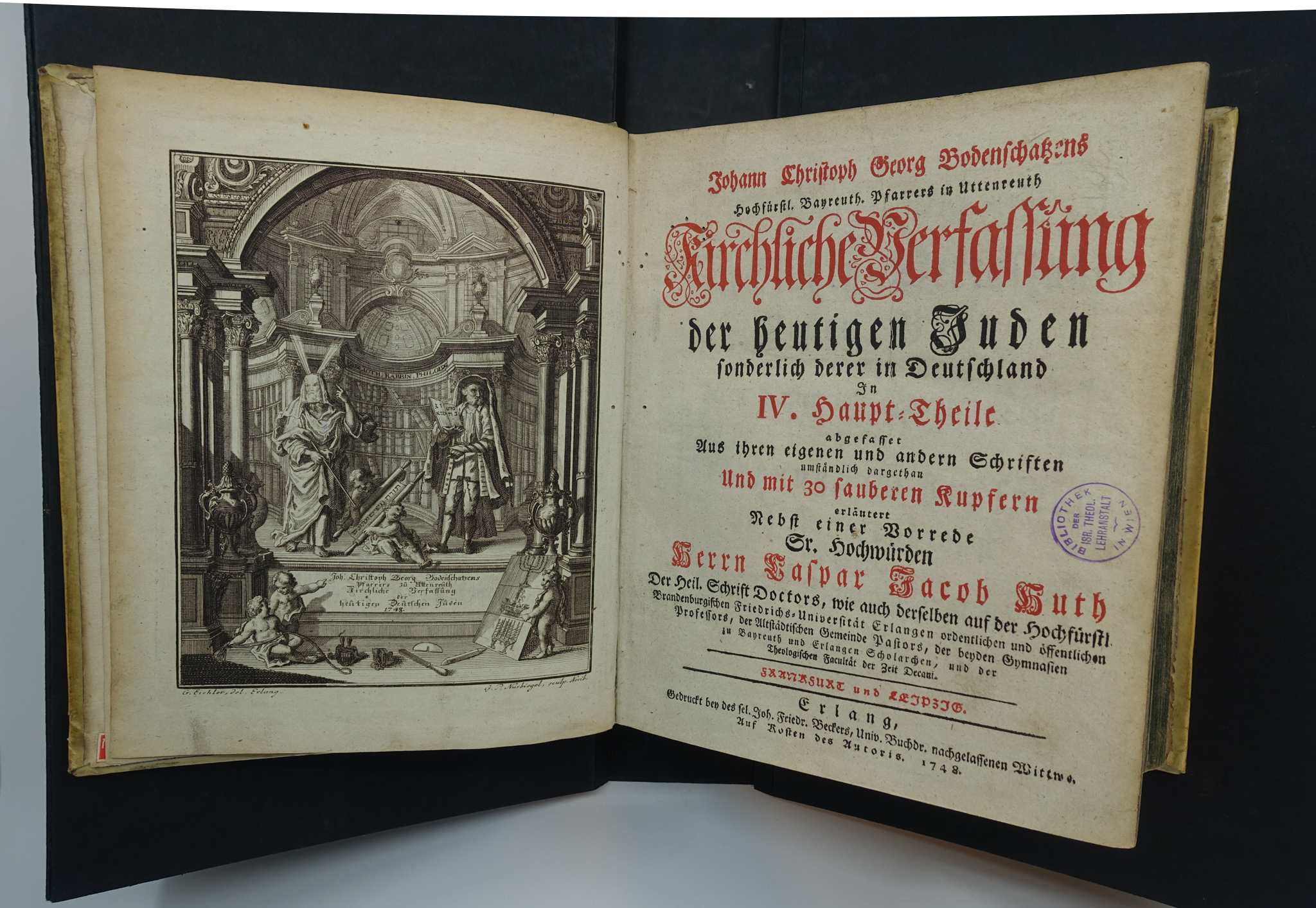
1748 Ausgabe von Kirchliche Verfassung der heutigen Juden, in der Sammlung des Jüdischen Museums der Schweiz.

Johann Christoph Georg Bodenschatz (* 25. Mai 1717 in Hof (Saale); † 4. Oktober 1797 in Baiersdorf bei Erlangen) war ein deutscher protestantischer Theologe.

## Leben
Bodenschatz besuchte das Gymnasium in Gera. Nach dem Tode seines Vaters siedelte seine Mutter 1731 nach Erlangen über, wo Bodenschatz unregelmäßigen Unterricht erhielt. Ab Herbst 1733 studierte er an der Universität Jena zunächst orientalische Sprachen, später unter der Leitung von Johann Ernst Immanuel Walch Theologie. Eine schwere Erkrankung trieb ihn 1736 nach Erlangen zurück, wo er sich nach seiner Genesung dem Studium des alten Testaments und der jüdischen Altertümer widmete.
Im Jahr 1740 wurde er Pfarrer in Uttenreuth bei Erlangen. Zehn Jahre später schlug der akademische Senat zu Erlangen ihn für die Professur der morgenländischen Sprachen vor. Bodenschatz lehnte den Ruf ab, weil man ihm ein zu geringes Gehalt bot. Am 7. September 1752 ernannte ihn die philosophische Fakultät in Erlangen zum Doktor. 1763 verlieh ihm Markgraf Friedrich III. die Pfarrei Frauenaurach. 1780 berief ihn Markgraf Karl Alexander von Brandenburg-Ansbach zum Superintendenten in Baiersdorf.

## Werk
Bodenschatz wurde durch seine orientalischen und alttestamentlichen Studien bekannt. Als junger Mann verfertigte er auf Grund dieser Studien Modelle der Stiftshütte und der Arche Noah. 1749 veröffentlichte er sein Hauptwerk Kirchliche Verfassung der heutigen, sonderlich der deutschen Juden, mit Kupfern in vier Teilen. Eine zweite Auflage erschien 1756 in Frankfurt a. M. unter dem Titel Aufrichtig deutschredender Hebräer, oder die Gebräuche und Ceremonieen der Juden. Darin erarbeitete er aus schriftlichen und mündlichen Quellen eine vollständige Darstellung jüdischer Riten und Gebräuche. Das Werk dient deshalb als Quelle für die jüdische zeremonielle Praxis in der ersten Hälfte des 18. Jahrhunderts in Deutschland. Es zeige, wie Bodenschatz „zu einer aufgeschlossenen Einstellung gegenüber den Juden seiner Zeit“ gefunden habe, so Johannes Heil, und ein Bild der jüdischen Geschichte entwerfe, das mit negativen Darstellungsmustern breche.